# 仁井田站 (高知縣)

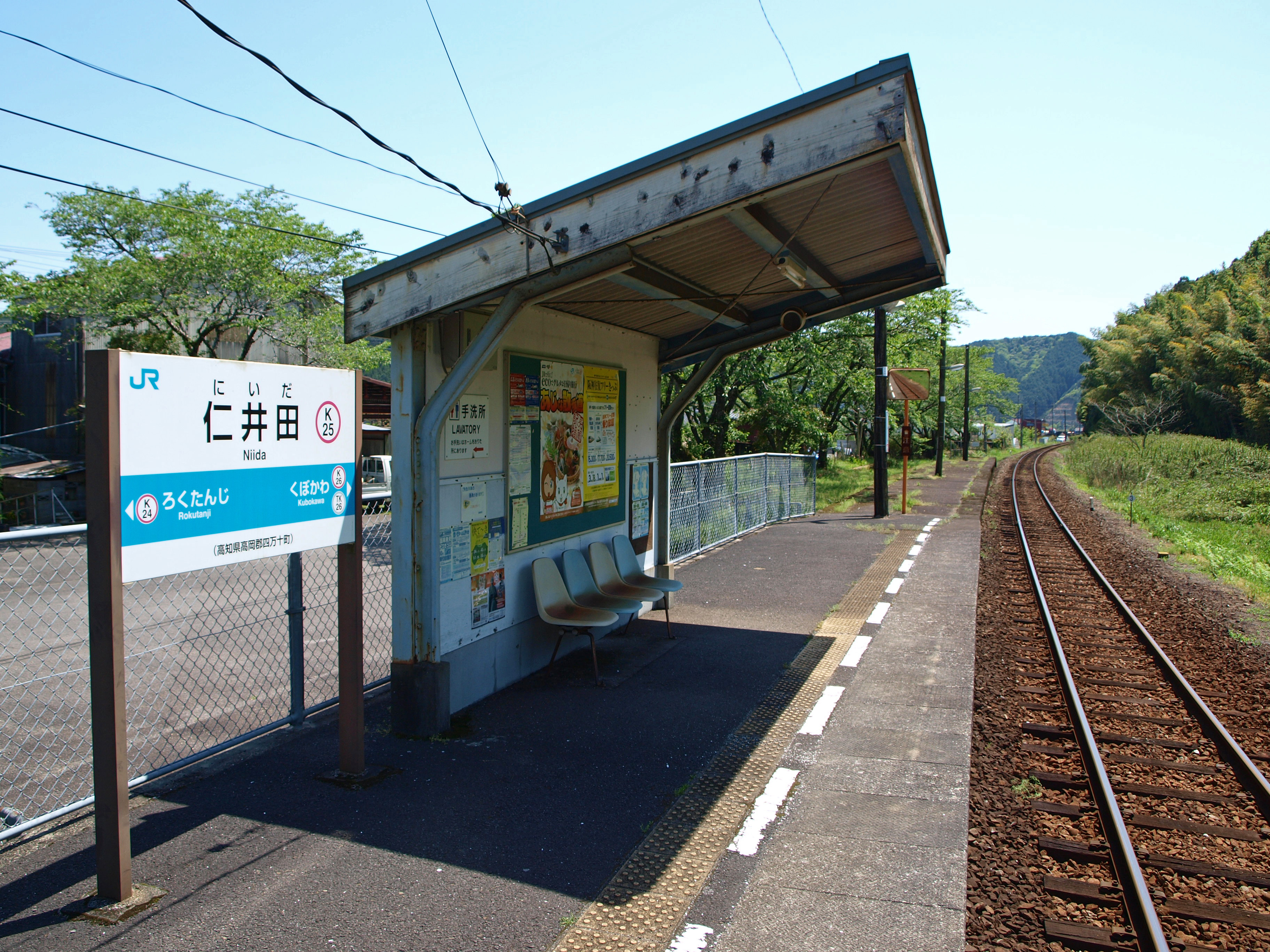
車站月台及候車亭。

仁井田站（日语：／ Niida eki */?）是一位於日本高知縣高岡郡四萬十町仁井田、隸屬於四國旅客鐵道（JR四國）的鐵路車站。車站編號為K25。
由於JR在栃木縣亦有另一個仁井田站，因此本站會以「(土) 仁井田」標示分別。而讀音上，本站採用了濁音「だ」，而栃木縣的仁井田站則用回「た」。

## 車站結構
站舍為單層混凝土建築，曾設有小商店及站員室。自無人化後站員室長期處於閉鎖狀態，本來無人化後，改成由站內的小商店負責委託出售，但由於小商店同樣長時期處於閉店狀態，因此和無人站幾近無異。
車站只設有1面1線的月台，設有上蓋及座椅，月台本身的長度能停靠4至5卡長度的列車，但現時只使用靠近須崎方向的一邊，亦是站舍和月台間的連接區域。

### 月台配置
| 路線    | 方向     | 目的地                         |
| ------- | -------- | ------------------------------ |
| ■土讚線 | （下行） | 窪川方向                       |
| ■土讚線 | （上行） | 須崎、伊野、高知、土佐山田方向 |

## 歷史
- 1951年11月12日：開業，同時巴士路線窪川本線的巴士站名也由「土佐仁井田」改回「仁井田」。
- 1969年10月1日：貨運服務停止。
- 1970年10月1日：無人化，改為簡易委託站。
- 1987年4月1日：日本國鐵分割民營化，車站的營運由JR四國繼承。

## 相鄰車站
只限普通列車停靠。
四國旅客鐵道（JR四國）
■土讚線
六反地（K24）－仁井田（K25）－窪川（K26）